# Uchidella okamotoi
Uchidella okamotoi là một loài tò vò trong họ Ichneumonidae.